# Тематанги

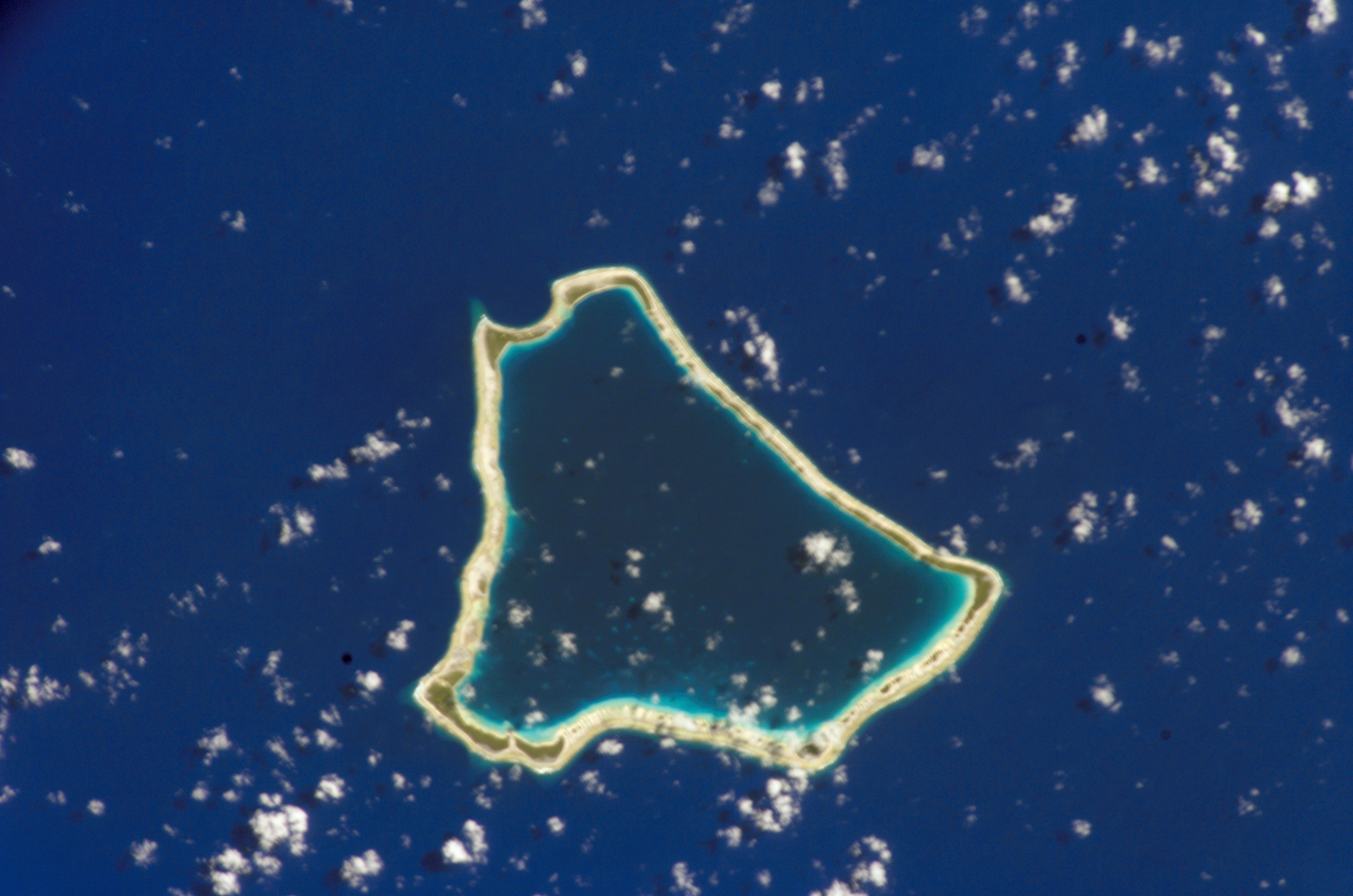
Космический снимок атолла.

Тематанги (фр. Tematangi) — атолл в архипелаге Туамоту (Французская Полинезия). Расположен в 160 км к западу от атолла Муруроа.

## География
В центре Тематанги расположена глубокая лагуна, полностью изолированная от океанических вод.

## История
Атолл был открыт в 1792 году англичанином Уильямом Блайем во время своего второго путешествия уже после мятежа на корабле Баунти. Блай назвал атолл островом Лагуна.

## Административное деление
Административно входит в состав коммуны Туреиа.

## Население
В 2007 году атолл был необитаем.